# Premio Internacional de Poesía Federico García Lorca
El Premio Internacional de Poesía Federico García Lorca (Premio Internacional de Poesía Ciudad de Granada Federico García Lorca en nombre oficial completo) es un galardón que tiene por objeto premiar el conjunto de la obra poética de un autor vivo que, por su valor literario, constituya una aportación relevante al patrimonio cultural de la literatura hispánica. Fue instaurado por el Ayuntamiento de Granada (España) en 2004 y en un principio fue el premio de poesía de mayor cuantía económica en lengua castellana con 50.000 €. En la actualidad está dotado con 20.000 €. Las candidaturas son presentadas por las academias de la lengua de los diferentes países hispanohablantes y otras instituciones literarias. Como símbolo del premio, se otorga una réplica de la escultura Luna que realizara en 1974 el artista granadino Miguel Moreno. El acto de entrega en su primera edición fue presidido por Felipe VI cuando era Príncipe de Asturias.
En la actualidad, el galardón es entregado en una ceremonia celebrada el Centro Federico García Lorca. El acto sirve para clausurar el Festival Internacional de Poesía Ciudad de Granada.

## Galardonados
- 2004 - Ángel González ( España) (*)
- 2005 - José Emilio Pacheco ( México) (**)
- 2006 - Blanca Varela ( Perú)
- 2007 - Francisco Brines ( España) (**) (***)
- 2008 - Tomás Segovia ( España/ México)
- 2009 - José Manuel Caballero Bonald ( España) (**) (***)
- 2010 - María Victoria Atencia ( España)
- 2011 - Fina García Marruz ( Cuba)
- 2012 - Pablo García Baena ( España) (*)
- 2013 - Eduardo Lizalde ( México)
- 2014 - Rafael Guillén ( España) (***)
- 2015 - Rafael Cadenas ( Venezuela) (**)
- 2016 - Ida Vitale  ( Uruguay) (**)
- 2017 - Pere Gimferrer ( España) (***)
- 2018 - Darío Jaramillo Agudelo ( Colombia)
- 2019 - Julia Uceda ( España) (***)
- 2020 - Yolanda Pantin ( Venezuela)
- 2021 - Luis Alberto de Cuenca ( España)[4] (***)
- 2022 - Raúl Zurita ( Chile)[5]
- 2023 - Circe Maia ( Uruguay)
- 2024 - Coral Bracho ( México)

(*) También ganador del Premio Princesa de Asturias de las Letras
(**) También ganador del Premio Miguel de Cervantes
(***) También ganador del Premio Nacional de Poesía (España)